# 사이공 FC
사이공 FC(베트남어: SàI Gộn FC)는 베트남의 최대 도시인 호찌민시를 연고지로 하는 축구 클럽이다.

## 역사
2011년, 하노이 FC로 창단되어 2016년 4월 호찌민시로 연고지 이전을 하여 사이공 FC가 되었다.